# Sot de Bernils
El Sot de Bernils, o Sot dels Abeuradors, és un sot, o vall estreta i feréstega, del terme municipal de Sant Quirze Safaja, a la comarca del Moianès. Pertany al territori del poble rural de Bertí.
És a l'extrem oriental del terme, al sud-oest de les restes de la masia de Bernils, al nord-oest del Serrat de Querós i al sud-est del Serrat del Soler, entre els quals discorre. També es troba al nord-oest del Puig Descalç.